# Culex millironi
Culex millironi är en tvåvingeart som beskrevs av John Nicholas Belkin 1962. Culex millironi ingår i släktet Culex och familjen stickmyggor.
Artens utbredningsområde är Nya Kaledonien. Inga underarter finns listade i Catalogue of Life.